# Trisoxalatoželezitany
Trisoxalatoželezitany jsou soli trisoxalatoželezitanového aniontu ([Fe(C2O4)3]3−). Jedná se o komplexní sloučeniny obsahující centrální atom železa v oxidačním čísle +3 a tři bidentátní šťavelanové ionty (C2O 2-
4 ) jako ligandy.
Anion dodává těmto solím zelené zbarvení, jejich roztoky jsou fluorescentní. Anion je citlivý na světlo a elektromagnetické záření o vyšších energiích, které přeměňuje jeden šťavelanový ion na oxid uhličitý (CO2) a redukuje železitý ion na železnatý. Tato vlastnost se využívá v aktinometrii.
Nejběžnější a nejvíce zkoumanou solí z této skupiny je trisoxalatoželezitan draselný, zkoumány byly také sodná, amonná a lithná sůl.

## Vlastnosti

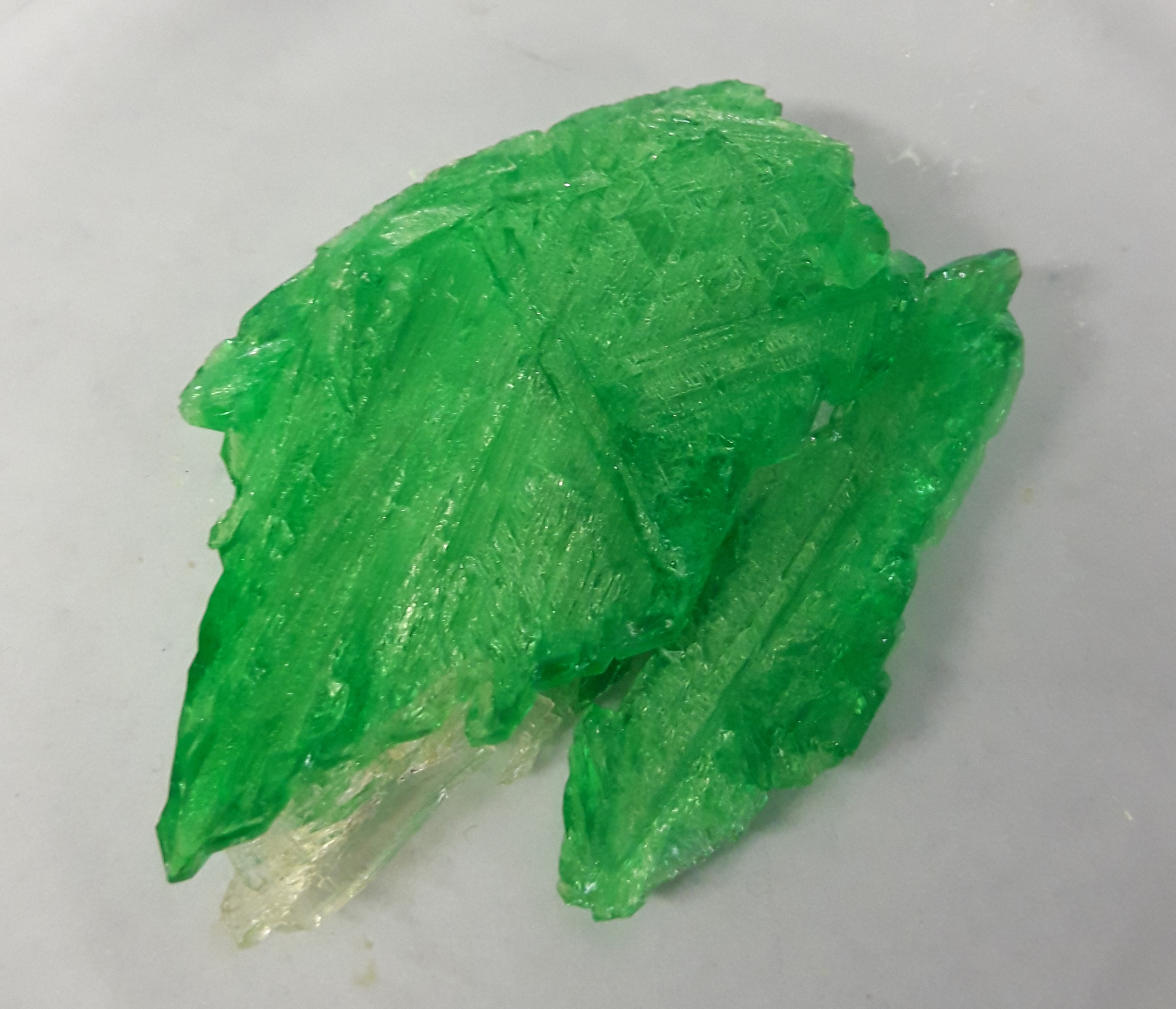
Krystaly trisoxalatoželezitanu draselného

### Stabilita
Za nepřítomnosti elektromagnetického záření jsou trisoxalatoželezitany poměrně stálé. Draselnou a sodnou sůl a její roztoky lze zahřát na téměř 100 °C po několik hodin, aniž by došlo k pozorovatelnému rozkladu.

### Struktura
Atomy kyslíku ve šťavelanových aniontech vytváří koordinačně-kovalentní vazby dodáváním elektronů do p a d orbitalů železa. Toto železo má v orbitalech d tři elektrony, čímž ve zbylých orbitalech zůstává 13 volných míst. Dvě z nich jsou zaplněna elektrony z ligandů.
Atom železa vykazuje narušenou oktaedrickou geometrii. Trisoxalatoželezitanový komplex má molekulovou symetrii typu D3, přičemž délky všech šesti vazeb Fe–O jsou okolo 200 pm, což naznačuje, že je komplex vysokospinový; u nízkospinového komplexu by docházelo k narušení působením Jahnova–Tellerova efektu. Amonná a draselno-sodná sůl jsou navzájem izomorfní, podobně jako komplexy Al3+, Cr3+ a V3+.

#### Chiralita
Trisoxalatoželezitany mají axiální chiralitu (mohou zaujmout dvě navzájem neztotožnitelné geometrie). Izomer s levotočivou osou se označuje symbolem Λ (lambda) a jeho zrcadlový obraz mající pravotočivou osu má symbol Δ (delta).

## Reakce

### Fotoredukce
V roztocích jsou trisoxalatoželezitanové komplexy fotoredukovány; absorbují foton a následně se přemění na Fe(C2O4) 2−
2  a CO2. Železo se redukuje z oxidačního čísla +3 na +2, zatímco šťavelanový ion je oxidován na oxid uhličitý:
2 [F|(C2O4)3]3− + hν → 2 [Fe(C2O4)2]2− + 2 CO2 + C2O 2−
4 
Tuto reakci lze využít ve fotometrii a aktinometrii. Trisoxalatoželezitan draselný je více než 1000krát citlivější než šťavelan uranylu, který byl pro tento účel používán před ním.
Samotný komplex není citlivý na neutrony, k jejich měření ale lze použít lithnou sůl. Jádro lithia-6 může absorbovat neutron a vyzářit částici alfa ( 4
2 He) a triton ( 3
1 H) s vysokými energiemi, jež rozkládají sousedící molekuly.